# 千葉信用金庫
千葉信用金庫（ちばしんようきんこ、英: Chiba Shinkin Bank）は、千葉県千葉市中央区に本店を置く信用金庫である。

## 沿革
- 1924年（大正13年）6月4日 - 有限責任千葉信用組合として発足。
- 1943年（昭和18年）4月 - 市街地信用組合法に基づき信用組合に改組。
- 1951年（昭和26年）10月 - 信用金庫法に基づき信用金庫に改組。
- 1967年（昭和42年）6月 - 日本銀行と取引開始。
- 1989年（平成元年）10月 - 外国為替公認銀行となる。
- 1998年（平成10年）2月16日 - 両総信用金庫と合併[1]。
- 2002年（平成14年）1月4日 - 木更津信用金庫、成田信用金庫と合併[2]。新生「千葉信金」誕生。
- 2014年（平成26年）6月 - 創立90周年。預金量1兆円達成。
- 2021年（令和3年）12月6日 - 磁気の影響を受けにくい新しい通帳（Hi-Co通帳）の取扱を開始。Hi-Co通帳に対応していない信用金庫ATMではHi-Co通帳は使えない [3]。
- 2024年（令和6年）6月4日 - 100周年を迎えた[4]。

## 千葉県の市町村との関わり
2021年2月、千葉県八街市内の小学校にて高学年に金銭の流れや千葉信金についての説明会を行った。
2024年6月4日、創立100周年記念事業の一環として、千葉県共同募金会と千葉いのちの電話の2団体に対し、100周年にちなみそれぞれ100万円の寄付を行った。

## 店舗展開
店舗・ATMのご案内

#### 広報資料・プレスリリースなど一次資料
1. 1 2 3 4  千葉信用金庫"事業年度における財務諸表"（2016年7月25日閲覧）